# Rory Delap
Rory John Delap (Sutton Coldfield, 6 juli 1976) is een voormalig voetballer. Hij werd geboren in Engeland en speelde elfmaal in het Ierse elftal. De middenvelder stond bekend om zijn verre, harde inworpen, waaruit vaak gescoord werd. Zijn zoon Liam is eveneens profvoetballer.
Delap begon zijn carrière bij Carlisle United en werd vanwege zijn goede spel in 1998 door Premier League-club Derby County aangetrokken. In 2001 ging Delap aan de slag bij Southampton, dat een recordbedrag van 4 miljoen voor hem betaalde. Na vijf jaar aan de zuidkust vertrok hij naar Sunderland. Na een korte periode werd Delap in oktober 2006 verhuurd aan Stoke City. In zijn tweede wedstrijd voor Stoke, tegen zijn vaste werkgever Sunderland, liep hij een beenbreuk op. Desondanks tekende Delap in januari 2007 op permanente basis bij Stoke City. Hij groeide uit tot een vaste waarde en had met zijn verre inworpen een belangrijk aandeel in de promotie van Stoke naar de Premier League. Na zes seizoen nam hij afscheid van de club. Hij kwam vervolgens kortstondig uit voor Barnsley en Burton Albion alvorens hij in december 2013 zijn spelerscarrière beëindigde.
Na zijn spelerscarrière stapte hij het trainersvak in en keerde hij terug naar zijn oude club Derby County. Na eerst de onder 18 gecoacht te hebben, werd hij in februari 2016 doorgeschoven naar de onder 21, waarmee hij in zijn eerste seizoen kampioen werd. In de zomer van 2018 werd hij door Stoke City aangesteld als nieuwe assistent-trainer. In het seizoen 2023/24 was hij assistent van Robbie Keane bij het Israëlische Maccabi Tel Aviv FC. In januari 2025 volgde hij Keane naar het Hongaarse Ferencváros.

## Erelijst

### Als speler
Carlisle United
- Football League Third Division: 1994/95
- Football League Third Division derde plaats (promotie): 1996/97
- Football League Trophy: 1996/97

Stoke City
- Football League Championship runner-up: 2007/08
- FA Cup runner-up: 2011

### Als trainer
Derby County U21
- U21 Premier League Division 2: 2015/16